# Salina (légende)
Pour les articles homonymes, voir Salina.
Salina est une figure folklorique franc-comtoise. Elle aurait, selon la légende, donnée son nom à la ville de Salins-les-Bains, dans le département français du Jura.

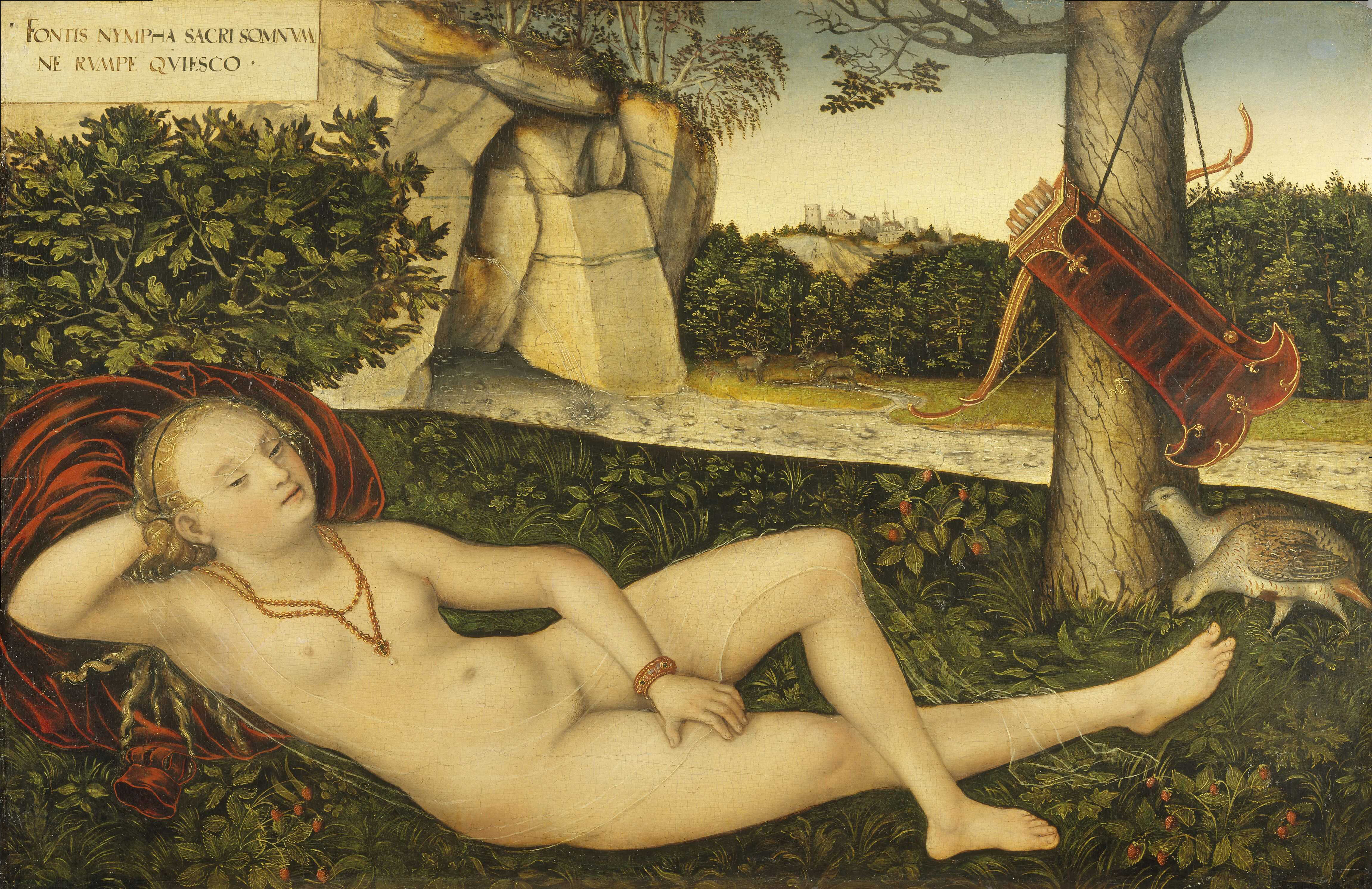
Lucas Cranach l'Ancien, Nymphe à la source, ~1537, musée des Beaux-Arts et d'Archéologie de Besançon.

## Histoire
Salina serait née de l'amour d'une nymphe et d'Apollon, aussi connu sous le nom romain de Phébus.

La considérant comme sa fille préférée, le dieu du soleil décide de lui transmettre le pouvoir d'extraire le sel de la mer, afin de l'offrir aux hommes ; espérant qu'elle lui donne une blancheur immaculée, au lieu de sa teinte grisâtre habituelle,. C'est alors que celle qui fut nommée, jadis « Petite Déesse » adopta le nom de Salina.

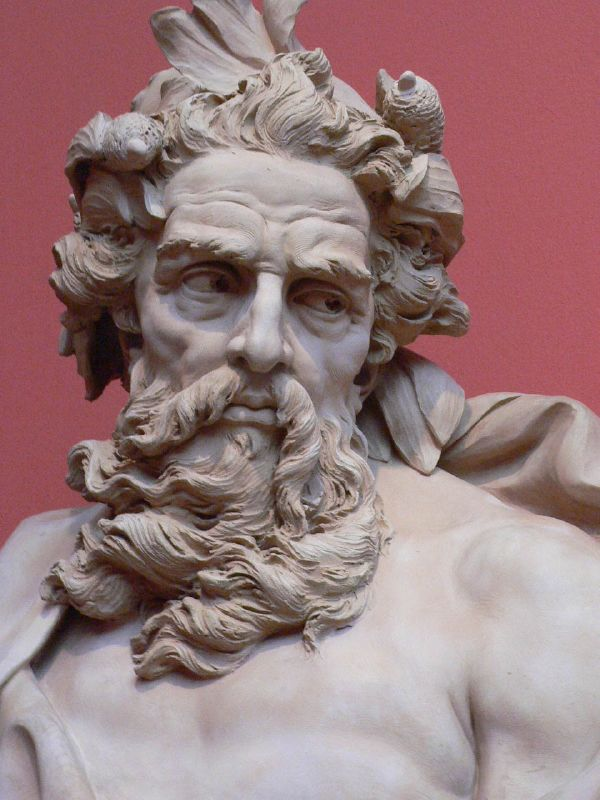
C'est la colère de Neptune, dieu de la mer, qui réduira Salina en source de sel. Neptune, Adam Terracotta, 1725, musée d'Art du comté de Los Angeles.

À l'occasion de l'anniversaire de Neptune, Salina lui offre de son sel,. Cadeau que le dieu de la mer apprécie. En fin de cérémonie, Neptune, ivre, voulant sucrer la coupe de fruits de Cupidon, la saupoudre abondamment de sel. Après sa première bouchée, Cupidon, contrarié, décoche deux flèches : l'une en direction de Neptune, l'autre en direction de Salina. Toutefois, il rate ses deux cibles,. Neptune, fou de rage tient Salina pour responsable de l'incident,. Il la poursuit à travers son palais, mais Appolon s'interpose.
Soudainement, Salina se retrouve en plein milieu d'une foret de sapins. Elle trouve refuge dans une grotte,, près de la rivière du Doubs. Neptune l'aillant poursuivie,, d'un regard, il la change en statue de sel. Salina fond et la source qui se trouvait dans la grotte devient alors une source d'eau salée.
En hommage à sa fille, Appolon décrète que cette source sera une source bienfaitrice,, qu'une cité sera bâtie et qu'elle portera le nom de Salins.